# Pellenes ignifrons
Pellenes ignifrons är en spindelart som först beskrevs av Grube 1861.  Pellenes ignifrons ingår i släktet Pellenes och familjen hoppspindlar. Inga underarter finns listade i Catalogue of Life.